# Saint-Mesmes
Saint-Mesmes är en kommun i departementet Seine-et-Marne i regionen Île-de-France i norra Frankrike. Kommunen ligger i kantonen Mitry-Mory som tillhör arrondissementet Meaux. År 2022 hade Saint-Mesmes 596 invånare.

## Befolkningsutveckling
Antalet invånare i kommunen Saint-Mesmes
| Referens: INSEE |